# 福州教育学院附属中学
福州教育学院附属中学，简称福州教院附中或福州教育学院附中，是福建省福州市的一所公立完全中学，坐落在鼓楼区乌山西路旁，创办于1995年。占地40亩，总建筑面积达3万平方米。2010年2月10日被福建省教育厅评定为福建省二级达标高中
。

## 学校概况
学校共有220多位教职工，福建省特级教师一名，省、市级骨干教师和学科带头人、优秀教师30余名，具有硕士研究生学位的教师17名。
学校每年都会举办一次校园田径运动会和校园文化艺术节。

## 校园环境
学校建有教学楼、综合实验楼、办公楼三栋教学设施，在综合实验楼旁建有250米的环形塑胶操场，在操场西侧教学楼北侧有一个生物园和地理文化园，综合实验楼还拥有图书馆和理化生和标准的综合实践实验室。

## 友好学校
福州市与美国华盛顿州塔科马市是友好城市，2008年时任福州教育学院附属中学校长程刚赴美考察，在参观并了解了塔科马市林肯中学之后两校签订了《中国福建省福州教育学院附属中学与美国华盛顿州塔科马市林肯中学关于友好交流的谅解备忘录》，两校正式缔结为友好学校。
2013年12月29日，西藏林芝地区第二高级中学领导教师代表团来到福州教育学院附属中学进行考察，在教院附中副校长的带领考察下，两校在学校第一会议室举行了缔结友好学校签字仪式。

## 事件
2015年9月23日，习近平访问美国，期间参观美国塔科马市林肯中学，在学校礼堂，习近平欣赏了由福州教育学院附属中学的赴美学生们与林肯中学合唱团合唱的中文歌曲《在希望的田野上》和英文歌曲《多美好的世界啊》。